# Alexander Husebye

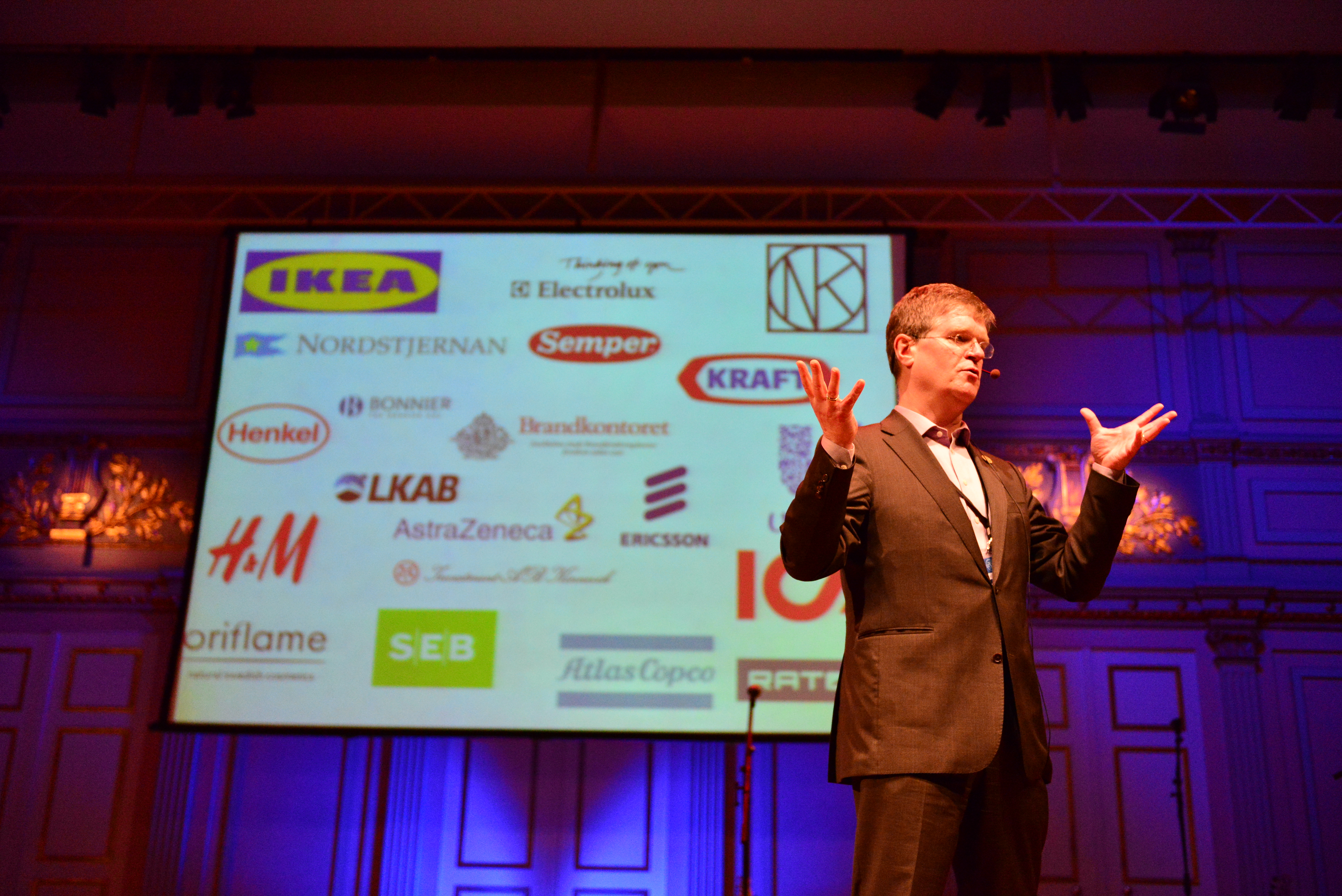
Alexander Husebye berättar om företagsminnen.

Alexander Husebye född den 12 maj 1958, har varit VD för Centrum för Näringslivshistoria från 1997 till 2025 då han gick i pension.
Husebye var sedan 1997 vd för Centrum för Näringslivshistoria, som tidigare hette Föreningen Stockholms Företagsminnen. Under hans tid i ledningen har verksamheten vuxit mycket kraftigt och blivit till en välkänd internationell institution med eget förlag.
Husebye medverkar regelbundet som föreläsare vid svenska och internationella konferenser i ämnen med koppling till näringslivshistoria och behovet av att företagens material bevaras som en del av vårt kulturarv. 
Husebye är i botten fil.mag. i historia, med forskningserfarenhet, samt arkivarie. Innan han tillträdde som vd hade han uppburit chefsposter på dåvarande Stockholms Företagsminnen samt varit verksam vid Stockholms stadsarkiv. Han sitter i styrelsen för Samfundet Djursholms Forntid och Framtid  och har även suttit i styrelsen för Tekniska Museet i Stockholm. Han har varit jurymedlem för SvDs pris för Årets Affärsbragd.
Husebye medverkar regelbundet med recensioner i tidskriften Opera och skriver även musikrelaterade artiklar till Svenskt biografiskt lexikon. Han har en bakgrund som medlem av Storkyrkans kör (Storkokören) i Stockholm och statist vid Kungliga Operan.  
Husebye tilldelades 2014 Svenskt Näringslivs pris till Curt Nicolins minne för framstående insats i samhällsdebatten. Under 2018 tilldelades han Kungl. Patriotiska Sällskapets medalj för bevarande av svenskt kulturarv.